# Salon de l'enfance
Le Salon de l'enfance est un salon annuel de pédagogie ludique et d'animations diverses pour les enfants. Il est créé en 1946 à Paris et s'installe en 1950 au  Grand Palais puis déménage en 1961 à Puteaux, au Cnit en alternance avec le parc des Expositions de la Porte de Versailles à partir de 1963.
En 1953, Expo action, l'association qui organise le Salon de l'Enfance, crée le « Grand Prix de la littérature enfantine » d'un montant de 5000 francs, attribué à un auteur de langue française par un jury composé de onze jeunes âgés de dix à quatorze ans . Ce prix littéraire est attribué à trente-trois lauréats jusqu'en 1983, le prix 1971 récompensant trois auteurs.